# Dorylaimia
Dorylaimia este o subclasă de nematode din clasa Enoplea. Cuprinde  ordinele Dioctophymida, Dorylaimida, Mermithida, Mononchida, Trichocephalida.
Membrii acestei subclase prezintă o mare diversitate de specii terestre și de apă dulce, majoritatea sunt specii omnivore libere sau prădătoare, unele specii sunt paraziți ai plantelor sau animalelor. Nu au fost înregistrate specii marine.
Se caracterizează  prin prezența în cavitatea bucală a unui odontostil (stilet) - un dinte în formă de ac,  gol pe dinăuntru, protruzibil, pentru străpungerea și golirea alimentelor.